# Riskkapital
Riskkapital, även kallat för riskvilligt kapital, är ett samlingsnamn för kapital som riskeras vid investeringar och omfattar alla tillskott av kapital i ett företag som inte är lån. Att ta in riskkapital är ofta nödvändigt för att accelerera ett företags utveckling, men kan också innebära risk för entreprenören.
Riskkapitalinvesteringar kan ske enligt ett antal strategier där två huvudtyper är tillväxt och utköp. Tillväxtkapital (en. venture capital) investeras i ofta nystartade bolag med hög risk, hög potential, tillväxtambitioner och stort behov av nytt kapital för att ta nästa steg i bolagets utveckling. Typiska sektorer där tillväxtkapital är vanligt förekommande är bioteknik, informationsteknologi, mjukvara och miljöteknik. Utköp (en. buy-outs) omfattar generellt investeringar med ett starkt inslag av lånefinansiering i mognare företag. Värde skapas genom effektivisering och omstrukturering av verksamheten samt genom finansiell hävstång.

## Ordlista
LBOLeveraged Buy-Out. Belånat uppköp.
LCOLeveraged Cash-Out. Belånad cash-out. Soliditeten sänks medvetet, vars syfte i princip är att företaget tvingas förbättra effektiviteten. Jämför T. Boone Pickens – "raider" under 70- och 80-talen.
MBOManagement Buy-Out. Ledningen köper upp firman, ibland tillsammans med en riskkapitalist.
MBIManagement Buy-In. En extern grupp köper in sig i bolaget och tar över ledningen.